# Szymon Kołecki
Szymon Piotr Kołecki (né le 12 octobre 1981 à Oława) est un haltérophile polonais, médaillé d'argent aux Jeux olympiques de Sydney en 2000 et médaillé d'or aux Jeux olympiques de Pékin en 2008. Kołecki représente l'équipe de Gornik Polkowice, sa carrière a été mis en veilleuse au début des années 2000, en raison d'une grave blessure au dos.
Il s'est qualifié pour l'équipe polonaise en 2004, mais a été disqualifiée de la compétition olympique après un test d'urine qui s’est révélé positif avec un stéroïde interdit. Il recommence l'haltérophilie fin 2005, en remportant des championnats d'Europe quelques mois plus tard.  Il a également été membre de l'équipe polonaise pour les Jeux olympiques 2008 à Pékin.